# Tomislav Ostoja
Tomislav Ostoja (* 20. August 1931 in Split) ist ein kroatischer Bildhauer und Maler.

## Leben
Ostoja besuchte in Split die Grundschule und das Gymnasium. Danach besuchte er die Schule für angewandte Kunst in Split. Er studierte Grafik und wechselte zur Bildhauerei. An der Akademie der Schönen Künste in Zagreb besuchte er die Klasse von Grga Antunac, Vjekoslav Rukljač, Frano Kršinić und Antun Augustinčić.
Es fanden Ausstellungen seiner Werke statt. Ostoja ist der Schöpfer von öffentlichen Denkmälern, wie dem Denkmal für Skifahrer in Begovo Razdolje, Silvije Strahimir Kranjčević in Zagreb, Marko Orešković in Lički Osik, Alojzije Stepinac in Zagreb und das Hauptdenkmal für die Opfer des Heimatkrieges in Vukovar.
Sein Bruder ist der Maler Mirko Ostoja (* 1921).

## Werke (Auswahl)

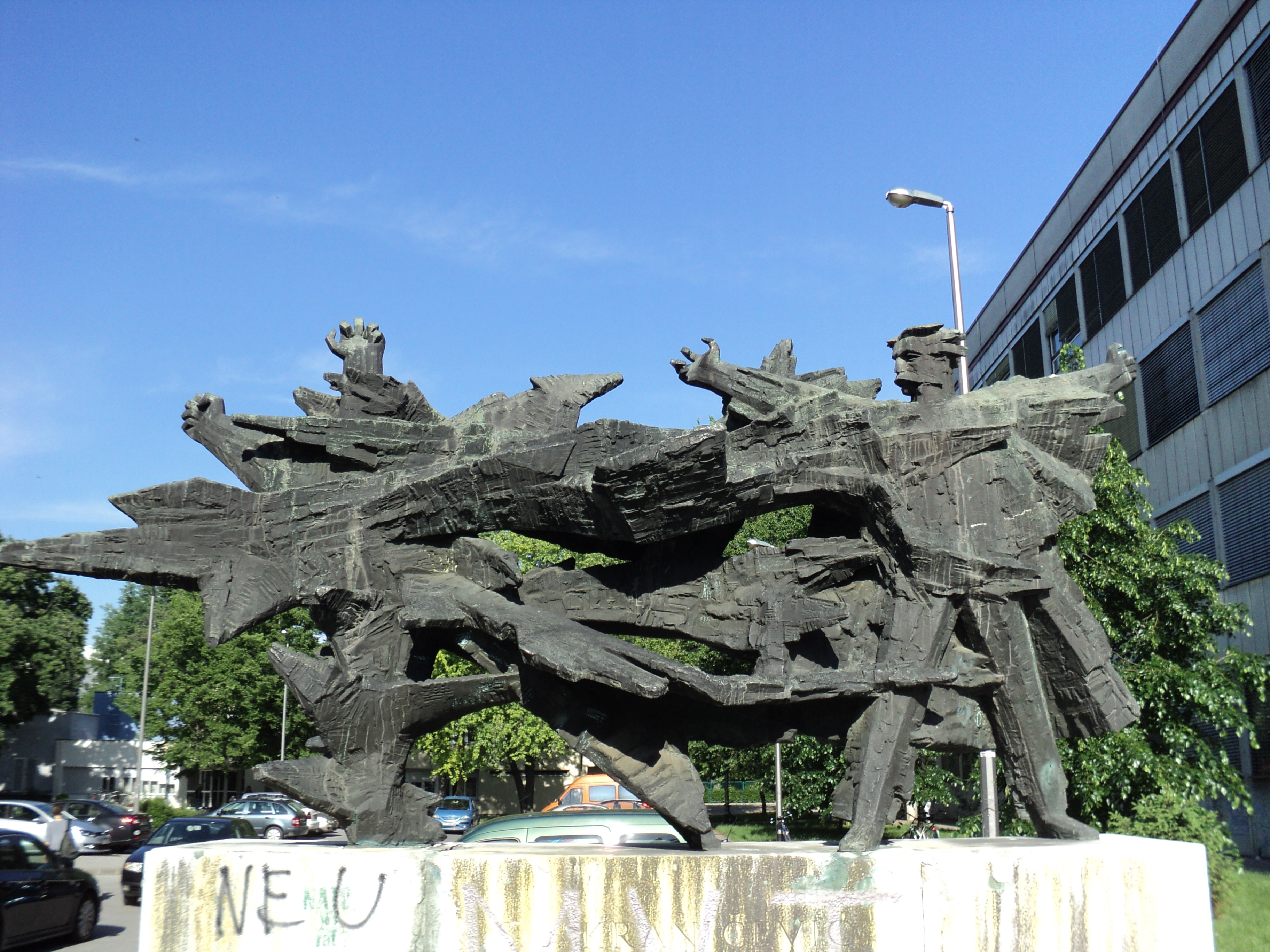
Denkmal für Silvije Strahimir Kranjčević, Zagreb (1962)
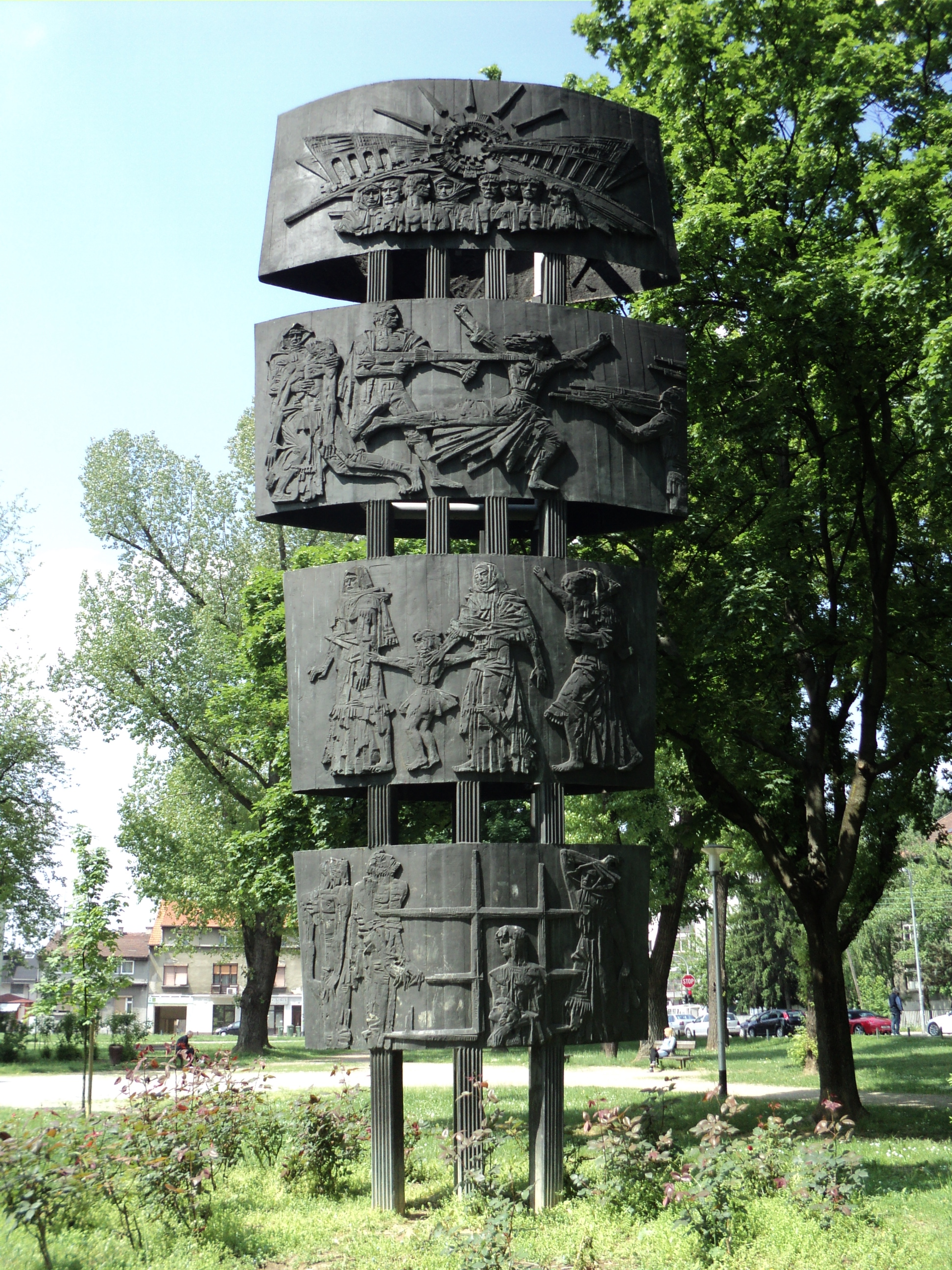
Denkmal für die gefallenen Partisanen von Ciglenica, Zagreb (1972)
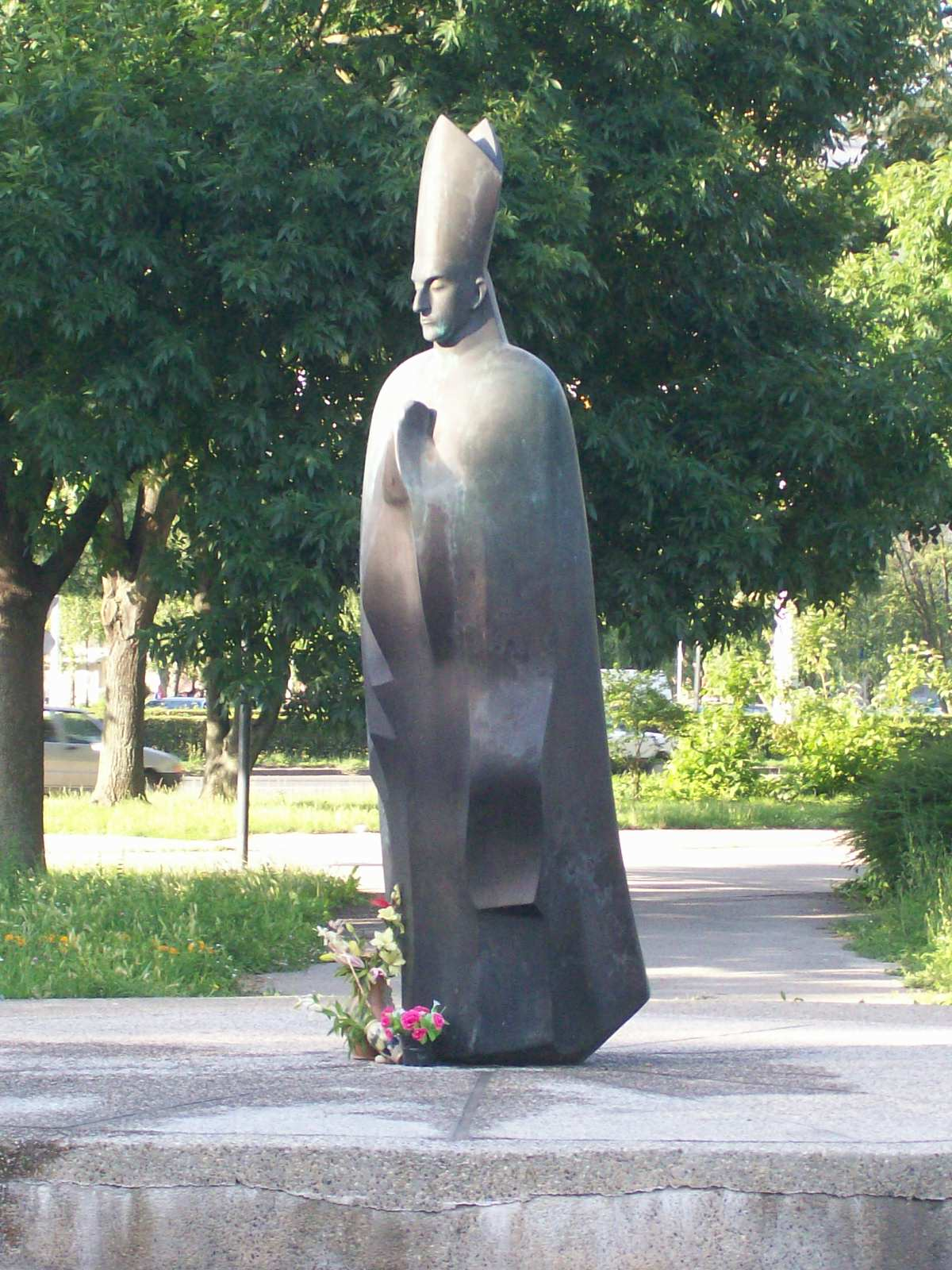
Denkmal für Alojzije Stepinac, Novi Zagreb (1998)
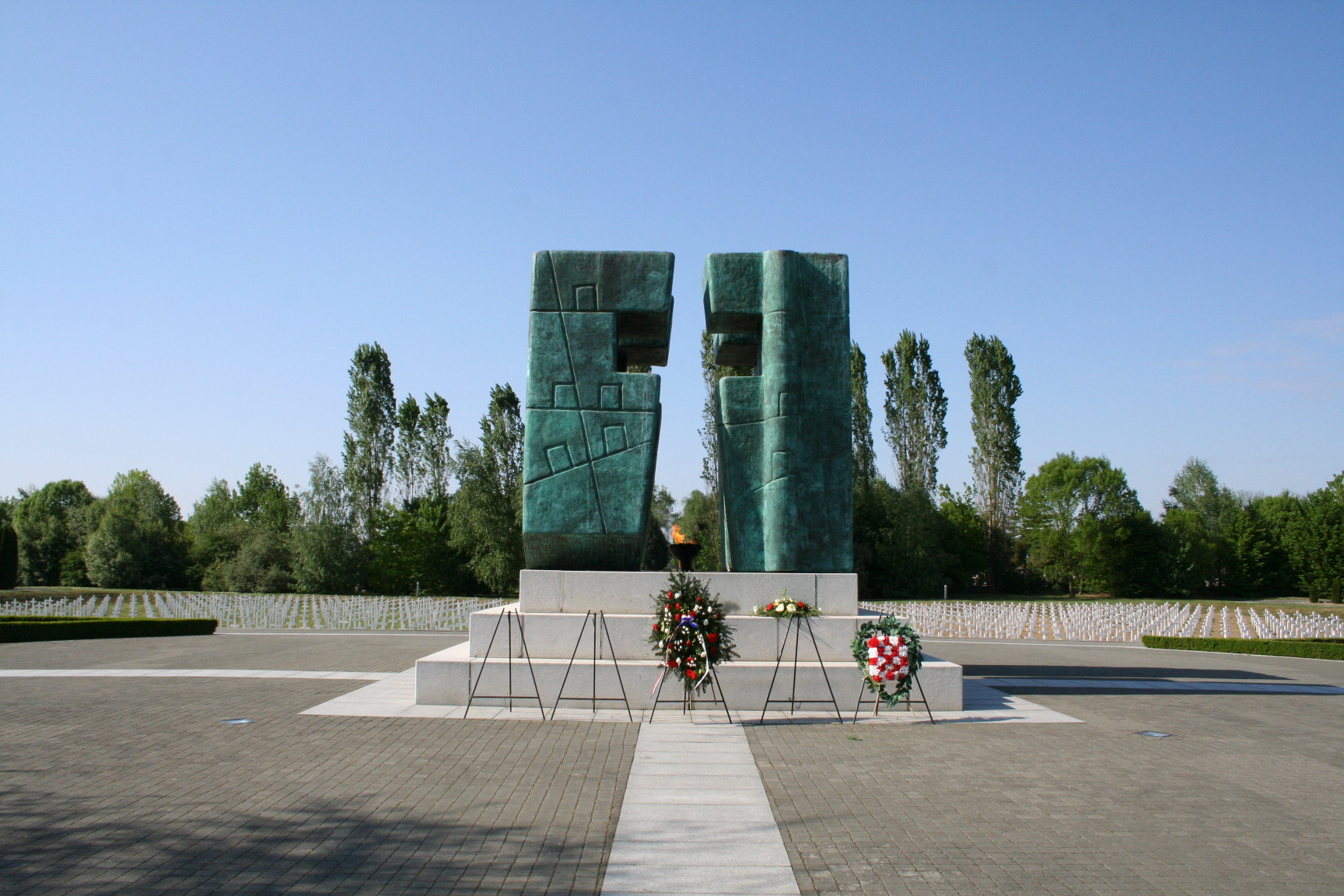
Hauptdenkmal für die Opfer des Heimatkrieges, Vukovar (2015)

| Personendaten    | Personendaten                   |
| ---------------- | ------------------------------- |
| NAME             | Ostoja, Tomislav                |
| KURZBESCHREIBUNG | kroatischer Bildhauer und Maler |
| GEBURTSDATUM     | 20. August 1931                 |
| GEBURTSORT       | Split                           |